# Stumblin' In
Stumblin' In is een nummer van de Britse zanger Chris Norman en de Amerikaanse zangeres Suzi Quatro. Het is de tweede single van Quatro's vijfde album If You Knew Suzi... uit 1978. In november dat jaar werd het nummer in Europa, Australië, Nieuw-Zeeland, Japan en Zuid-Afrika op single uitgebracht. In januari 1979 volgden de Verenigde Staten en Canada.

## Achtergrond
"Stumblin' In" is een ballad die gaat over onvoorwaardelijke liefde. Van Norman, frontman van Smokie, is het de eerste solosingle. Quatro wijkt op het nummer af van haar gebruikelijke hardrocksound. De plaat werd in diverse landen een grote hit en behaalde in Quatro's thuisland de Verenigde Staten de vierde positie in de Billboard Hot 100. In Canada werd de 11e positie bereikt, Australië, Nieuw-Zeeland en Zuid-Afrika de tweede, Zweden de zevende, Duitsland de tweede, Oostenrijk de zesde, Zwitserland de zevende, Ierland de 13e en in Normans thuisland het Verenigd Koninkrijk de 41e positie in de UK Singles Chart.
In Nederland werd de plaat door TROS dj's Tom Mulder, Ad Roland, Hugo van Gelderen, Wim van Putten en Ferry Maat veel gedraaid op de befaamde TROS donderdag op Hilversum 3 en werd een grote hit in de destijds drie landelijke hitlijsten op de nationale publieke popzender. De plaat bereikte in zowel de Nederlandse Top 40 als de Nationale Hitparade de derde positie en de vierde positie in de TROS Top 50. In de Europese hitlijst op Hilversum 3, de TROS Europarade, werd eveneens de 4e positie behaald.
In België bereikte de plaat de derde positie in zowel de voorloper van de Vlaamse Ultratop 50 als de Vlaamse Radio 2 Top 30. In Wallonië werd géén notering behaald.
In de sinds december 1999 jaarlijks uitgezonden NPO Radio 2 Top 2000 van de Nederlandse publieke radiozender NPO Radio 2, stond de plaat uitsluitend van 1999 t/m 2001 in de lijst genoteerd met als hoogste notering een 1509e positie in 2001.

## NPO Radio 2 Top 2000
| Nummer met noteringen in de NPO Radio 2 Top 2000 | '99  | '00  | '01  |
| ------------------------------------------------ | ---- | ---- | ---- |
| Stumblin' In                                     | 1892 | 1693 | 1509 |

1. ↑  Een vetgedrukt getal geeft de hoogste notering aan.
2. ↑  Deze tabel is bijgewerkt tot en met de laatste editie (2024).

## Cyril
Eind 2023 bracht de Australische dj Cyril een deephouseremix van het nummer uit. Cyril maakte eerder al remixen van andere jaren 70'-platen van John Denver, Neil Diamond en Lynn Anderson. De remix van "Stumblin' In" werd een hit op TikTok en kwam onder de aandacht van de spelers van Bayern München. Ook in de hitlijsten deed de remix het goed. Zo bereikte deze versie de zeventiende positie in Cyrils thuisland Australië. Het succes waaide over naar Europa; in Nederland bereikte de single de eerste positie in de Nederlandse Top 40, de vijfde positie in de Single Top 100 en de eerste positie in de 538 Top 50.
In België bereikte de single de vierde positie in de Vlaamse Ultratop 50 en de vijftiende positie in de Waalse Ultratop 50. In de Vlaamse Radio 2 Top 30 werd geen notering behaald.
In 2024 stond het nummer op de derde plek in de Dance 15 van The X Vibe, een jaarlijkse hitlijst met de populairste dancenummers van het jaar. Datzelfde radioprogramma noteert het nummer op plek drie in de Summer Dance 15 een lijst met de beste zomerse dansproducties ooit gemaakt.

## Hitlijsten

### Ultratop 50 Vlaanderen
| Hitnotering van Stumblin'In: 16-03-2024 - 25-01-2025 | Hitnotering van Stumblin'In: 16-03-2024 - 25-01-2025 | Hitnotering van Stumblin'In: 16-03-2024 - 25-01-2025 | Hitnotering van Stumblin'In: 16-03-2024 - 25-01-2025 | Hitnotering van Stumblin'In: 16-03-2024 - 25-01-2025 | Hitnotering van Stumblin'In: 16-03-2024 - 25-01-2025 | Hitnotering van Stumblin'In: 16-03-2024 - 25-01-2025 | Hitnotering van Stumblin'In: 16-03-2024 - 25-01-2025 | Hitnotering van Stumblin'In: 16-03-2024 - 25-01-2025 | Hitnotering van Stumblin'In: 16-03-2024 - 25-01-2025 | Hitnotering van Stumblin'In: 16-03-2024 - 25-01-2025 | Hitnotering van Stumblin'In: 16-03-2024 - 25-01-2025 | Hitnotering van Stumblin'In: 16-03-2024 - 25-01-2025 | Hitnotering van Stumblin'In: 16-03-2024 - 25-01-2025 | Hitnotering van Stumblin'In: 16-03-2024 - 25-01-2025 | Hitnotering van Stumblin'In: 16-03-2024 - 25-01-2025 | Hitnotering van Stumblin'In: 16-03-2024 - 25-01-2025 | Hitnotering van Stumblin'In: 16-03-2024 - 25-01-2025 | Hitnotering van Stumblin'In: 16-03-2024 - 25-01-2025 |
| Week:                                                | 1                                                    | 2                                                    | 3                                                    | 4                                                    | 5                                                    | 6                                                    | 7                                                    | 8                                                    | 9                                                    | 10                                                   | 11                                                   | 12                                                   | 13                                                   | 14                                                   | 15                                                   | 16                                                   | 17                                                   | 18                                                   |
| ---------------------------------------------------- | ---------------------------------------------------- | ---------------------------------------------------- | ---------------------------------------------------- | ---------------------------------------------------- | ---------------------------------------------------- | ---------------------------------------------------- | ---------------------------------------------------- | ---------------------------------------------------- | ---------------------------------------------------- | ---------------------------------------------------- | ---------------------------------------------------- | ---------------------------------------------------- | ---------------------------------------------------- | ---------------------------------------------------- | ---------------------------------------------------- | ---------------------------------------------------- | ---------------------------------------------------- | ---------------------------------------------------- |
| Positie:                                             | 19                                                   | 9                                                    | 7                                                    | 4                                                    | 5                                                    | 5                                                    | 3                                                    | 3                                                    | 4                                                    | 2                                                    | 2                                                    | 3                                                    | 2                                                    | 4                                                    | 6                                                    | 5                                                    | 1                                                    | 4                                                    |
| Week:                                                | 19                                                   | 20                                                   | 21                                                   | 22                                                   | 23                                                   | 24                                                   | 25                                                   | 26                                                   | 27                                                   | 28                                                   | 29                                                   | 30                                                   | 31                                                   | 32                                                   | 33                                                   | 34                                                   | 35                                                   | 36                                                   |
| Positie:                                             | 3                                                    | 5                                                    | 7                                                    | 11                                                   | 10                                                   | 10                                                   | 12                                                   | 13                                                   | 15                                                   | 21                                                   | 19                                                   | 25                                                   | 23                                                   | 38                                                   | 38                                                   | 43                                                   | 35                                                   | 33                                                   |
| Week:                                                | 37                                                   | 38                                                   | 39                                                   | 40                                                   | 41                                                   | 42                                                   | 43                                                   | 44                                                   | 45                                                   |                                                      |                                                      |                                                      |                                                      |                                                      |                                                      |                                                      |                                                      |                                                      |
| Positie:                                             | 35                                                   | 39                                                   | 38                                                   | 29                                                   | 50                                                   | 34                                                   | 34                                                   | 43                                                   | 46                                                   | uit                                                  |                                                      |                                                      |                                                      |                                                      |                                                      |                                                      |                                                      |                                                      |